# Modesto Teixidor y Torres
Modesto Teixidor y Torres (Barcelona, 1854-Barcelona, 1927) fue un pintor español retratista, paisajista y de temas costumbristas. También hizo pintura de historia. Parte de su obra se conserva en el museo de la Real Academia Catalana de Bellas Artes de Sant Jordi.

## Biografía
Nació en 1853 o 1854 en Barcelona. Hijo de José Teixidor, estudió en la Escuela de Bellas Artes de Barcelona y, más tarde, fue discípulo de Carolus Duran y Jules Bastien-Lepage en París.
Como concursante habitual en certámenes y exposiciones nacionales y extranjeras, obtuvo medalla de bronce en la Exposición Universal de París de 1900. Asimismo, su cuadro La plaza del Palacio, en Barcelona fue premiado con una tercera medalla en la Exposición Nacional de Bellas Artes celebrada en Madrid en 1887. También fue galardonado por la Academia de Bellas Artes de Barcelona con la medalla de oro del Premio José Masriera en 1921. Entre sus obras se encontró una vista del monasterio de Montserrat.
Fue maestro de su hermana, la acuarelista Josefa Teixidor y Torres. Falleció el 10 de diciembre de 1927 en Barcelona y habría sido enterrado en el cementerio del Sudoeste.

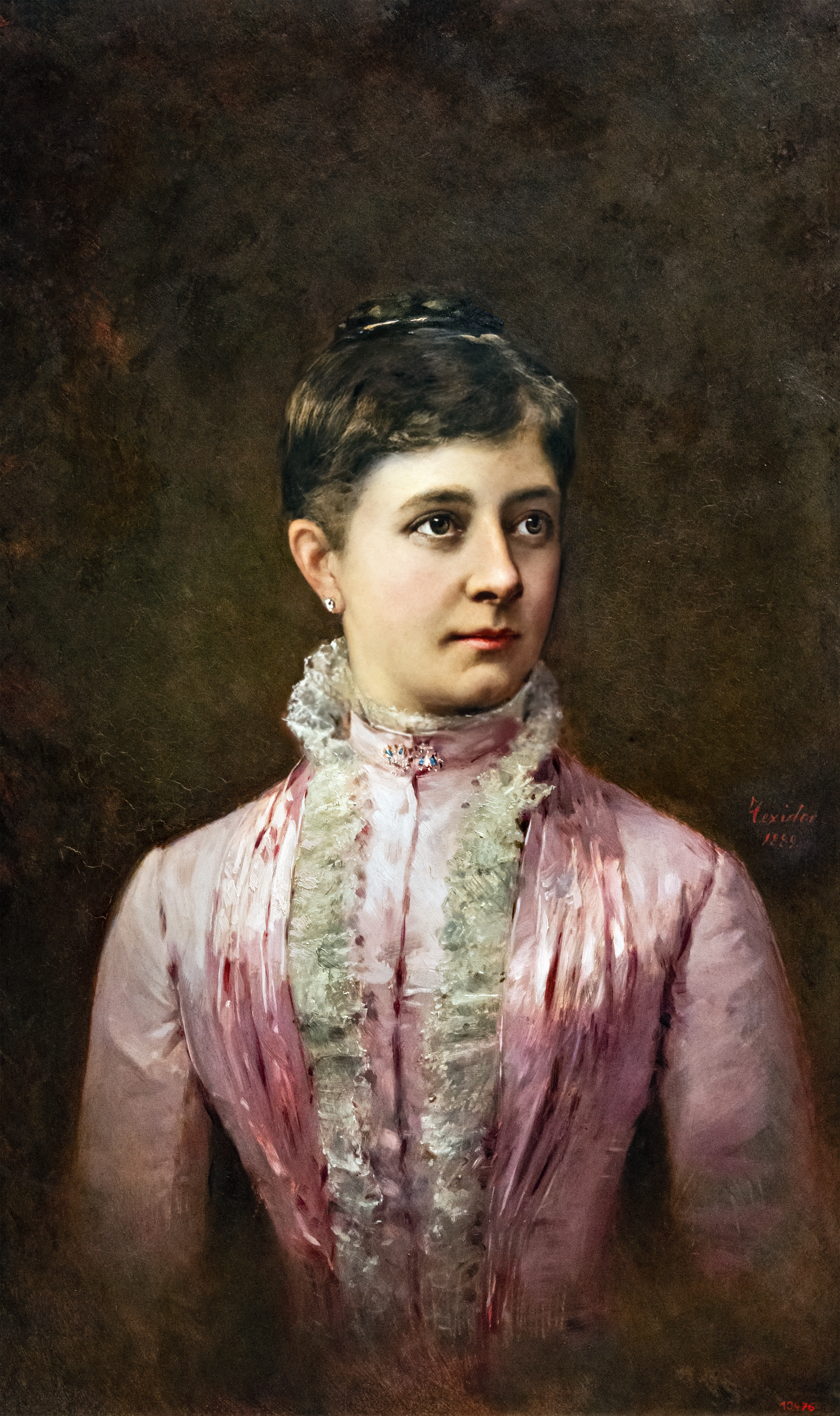
Retrato de la pintora Pepita Teixidor Torres - MNAC
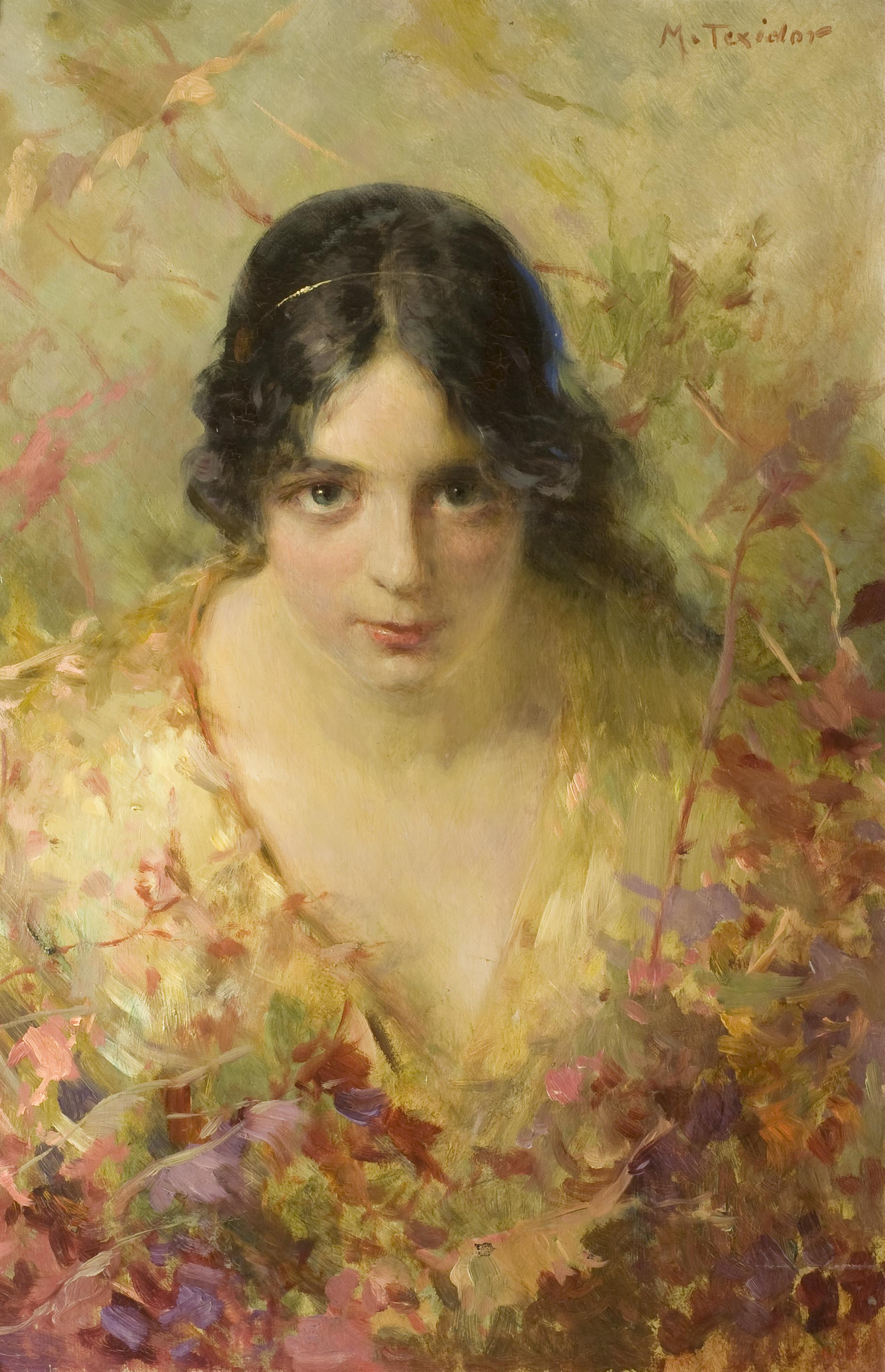
Retrato de una jovencita, XIX